# Harald Vilimsky
Harald Vilimsky (ur. 22 lipca 1966 w Wiedniu) – austriacki polityk, poseł do Rady Narodowej, jeden z liderów Wolnościowej Partii Austrii i sekretarz generalny tego ugrupowania, deputowany do Parlamentu Europejskiego VIII, IX i X kadencji.

## Życiorys
Został absolwentem szkoły handlowej (1986) i studium pomaturalnego z zakresu public relations na Uniwersytecie Wiedeńskim (1990). W latach 1990–1991 pracował jako rzecznik prasowy jednej z instytucji administracji publicznej, następnie zaangażował się w etatową działalność w ramach Wolnościowej Partii Austrii. Był rzecznikiem prasowym klubu poselskiego FPÖ i jej stołecznego klubu radnych. W latach 2004–2006 był sekretarzem regionalnym partii w Wiedniu, a w 2006 objął stanowisko sekretarza generalnego na poziomie federalnym.
W latach 2001–2005 był radnym powiatowym w dzielnicy Mariahilf. W 2005 został członkiem Rady Federalnej. W wyborach w 2006 po raz pierwszy został wybrany do Rady Narodowej, reelekcję do niższej izby austriackiego parlamentu uzyskiwał następnie w 2008 i w 2013. W 2014 został natomiast wybrany do Europarlamentu VIII kadencji. Z powodzeniem ubiegał się o europarlamentarną reelekcję w 2019 i 2024.